# Рамзес II
Рамзес II, познат също като Рамзес Велики (Usermaatre Setepenre Rameses) е третият фараон от XIX династия. Управлявал Египет по време на Новото царство от 1279 г. пр. Хр. до 1213 г. пр. Хр. или общо за период от 66 години и 2 месеца (според Манетон).
Често за него се говори като за най-великия, най-прочутия и най-могъщия египетски фараон. Неговите наследници, както и по-късните египтяни, го наричат „Великия праотец“. Някои съвременни богослови го смятат за фараона, залят от Червено море, когато Моисей го разтваря при бягството на евреите от Египет.  След себе си оставя редица военни победи и величествени здания, както и много свои статуи и картуши.

## Живот и семейство
Рамзес II е роден около 1303 г. пр. Хр. Баща му е вторият фараон от ХІХ династия, чийто баща е фараон Рамзес І (основоположник на династията, който на свой ред нямал царско потекло, а произхождал от военното ръководство на държавата), а майка му е великата царица – т.е. главната жена на фараона – Туя. Когато е едва на четиринадесет години, бива назначен за принц-регент от баща си Сети I, който вече управлява пет години. Докато баща му властва, Рамзес II се обучава в редица неща – четене, писане, религия, военно дело (учи се да стреля с лък, да управлява колесница).
Смята се, че е поел трона, когато е бил около 20-годишен.
Като фараон има голям харем, а също и поне 5 – 6 жени и няколко любовници. Според изворите, Нефертари е най-обичаната от него жена. В нейно име строи редица храмове и статуи. Още по времето на баща си му били родени 10 сина и много дъщери. Предполага се, че общо има десетки деца, някои от които му помагат с управлението, когато остарява. Поне дванадесет от тях завършват живота си преди баща си и поне няколко от тях са погребани в KV5 – може би първия семеен мавзолей.
Смятало се е, че е живял до 99-годишна възраст, но е по-вероятно да е умрял на 90 или 91 години – един от двамата фараони, които управлявали повече от половин век. Рамзес II е чествал рекордните 14 празника Сед, повече от всеки друг фараон. След смъртта си е погребан в гробница в Долината на царете – KV7, по-късно мумията му е преместена в DB320 в Деир-ел-Бахри и е открита през 1881 г. от братята овчари – Ел Расул. Мумията на Рамзес II е изложена в музея в Кайро. От изучаване на мумията му се разбира, че е имал артрит, инфекция на долната челюст.

## Кампании и битки
Като млад Рамзес II се ангажира с множество военни кампании за завръщане на завоювани от Нубия територии и осигуряване на границите на Египет. Той е отговорен и за потушаването на няколко нубийски въстания, както и за осъществяването на кампания в Либия, но наличните извори не ни говорят много за тях. Въпреки че известната битка при Кадеш често доминира гледната точка на учените за смелостта и военната сила на Рамзес II, той постига повече от няколко категорични победи над враговете на Египет през живота си.
Рано в управлението си Рамзес II се справя с проблемните шерденски пирати в Средиземноморието. Стела от Танис говори как египтяните били „в бойните си кораби сред морето и никой не може да застане срещу им“.
Рамзес II и хетският крал Хатушили III водят продължителна и изтощаваща империите война. Изгубили желанието да я водят, създават вероятно втория мирен договор в историята през 21-вата година на управление на Рамзес (ок. 1258 пр. Хр.). Предполага се, че първият е между хетите и конфедерацията Хайаса-Аззи, но той не е запазен, а само сведения за него. Този на Рамзес II обаче е запазен, и то в два варианта. Древноегипетски – изписан с йероглифи, и акадийски – изписан с клинопис. Сходни са, различават се по едно – в египетския пише, че хетите желаели мира, а в другия – обратното. Мирният договор е обширен и даже задължава държавите да си помагат една на друга, ако трета нападне някоя от тях. В договора има и клаузи за екстрадиция. 

## Строителство
Малко след началото на управлението му Рамзес започва големи архитектурни проекти. Управлението му е „златен век“ за Новото царство и оставя много архитектурни следи в историята.
Храмовете при Абу Симбел са най-големите, изваяни в скала. Пред входа на единия има 4 статуи на Рамзес, седнал на трон, високи над 20 метра. По-малкият храм е построен в чест на любимата му жена, Нефертари. Поради създаването на язовира Насър, храмовете са преместени с помощта на ЮНЕСКО 60-ина метра по-високо от първоначалното им място.
В Нубия (Южен Египет) са останали и доста храмове, създадени по времето на Рамзес II. Създадени са в чест на различни богове, някои от тях са преместени на остров заради строежа на язовира Насър. Някои от тях са „Дома на Птах“ и „Дома на светията“ (името предполагаемо идва от използването му от християнски отшелник).
Мединет-Абу, наричан още Рамезеум от Жан-Франсоа Шамполион, е погребалният храм на Рамзес II и се намира в Луксор. Работата по него започва малко след идването му на власт и продължава 20 години. Стените са декорирани със сцени от военните му победи и богове. Има сцени от битката при Кадеш и плячкосването на „Шалем“ (възможно е това да е град Йерусалим). До една от главните зали има храм в почит на майката на Рамзес II – Туя, и на Нефертари, а от друга страна имало (останали са само основите) храм в чест на баща му – Сети I.
Издигнати са много статуи на жените и децата му из цял Египет. Гробницата за семейството му, KV-5, е преоткрита през 1995 г. от професор Кент Уийкс. Намерени са мумии на децата му. Има многобройни коридори и помещения – над 150.